# یووان روژیچ
یووان روژیچ (کرواتی: Jovan Ružić؛ ۱۲ دسامبر ۱۸۹۸ – ۲۵ سپتامبر ۱۹۷۳) بازیکن فوتبال اهل یوگسلاوی بود.
از باشگاه‌هایی که در آن بازی کرده‌است می‌توان به باشگاه فوتبال نیس، باشگاه فوتبال یوگسلاویا، و باشگاه فوتبال سن-اتین اشاره کرد.
وی همچنین در تیم ملی فوتبال یوگسلاوی بازی کرده‌است.